# Кубок УРСР з футболу 1975
Кубок УРСР з футболу проходив з 10 червня по 9 листопада 1975 року. У турнірі брали участь 20 команд.
Переможцем стала команда «Зірка» з Кіровограда.

## 1/16 фіналу
| Команда 1                  | Заг. | Команда 2               | 1-й матч | 2-й матч |
| -------------------------- | ---- | ----------------------- | -------- | -------- |
| СК «Луцьк»                 | 2:3  | «Авангард» (Рівне)      | 2:1      | 0:2      |
| «Зірка» (Кіровоград)       | 6:2  | «Локомотив» (Жданов)    | 4:0      | 2:2      |
| «Суднобудівник» (Миколаїв) | 2:2  | «Буковина» (Чернівці)   | 2:1      | 0:1      |
| «Говерла» (Ужгород)        | 2:3  | «Локомотив» (Вінниця)   | 2:0      | 0:3      |
| «Локомотив» (Херсон)       | 5:2  | «Хвиля» (Севастополь)   | 4:0      | 1:2      |
| «Кривбас» (Кривий Ріг)     | 5:3  | СК «Чернігів»           | 4:2      | 1:1      |
| «Автомобіліст» (Житомир)   | 1:2  | «Фрунзенець» (Суми)     | 1:0      | 0:2      |
| «Колос» (Полтава)          | 3:4  | «Динамо» (Хмельницький) | 2:1      | 1:3      |

## 1/8 фіналу
| Команда 1             | Заг. | Команда 2               | 1-й матч | 2-й матч |
| --------------------- | ---- | ----------------------- | -------- | -------- |
| «Авангард» (Рівне)    | 0:2  | «Зірка» (Кіровоград)    | 0:0      | 0:2      |
| «Буковина» (Чернівці) | 1:1  | «Локомотив» (Вінниця)   | 0:0      | 1:1      |
| «Фрунзенець» (Суми)   | 2:1  | «Динамо» (Хмельницький) | 1:0      | 1:1      |
| «Локомотив» (Херсон)  | 2:3  | «Кривбас» (Кривий Ріг)  | 1:0      | 1:3      |

## Чвертьфінал
| Команда 1              | Заг. | Команда 2                  | 1-й матч | 2-й матч |
| ---------------------- | ---- | -------------------------- | -------- | -------- |
| «Буковина» (Чернівці)  | 3:6  | «Спартак» (Ів.-Франківськ) | 2:1      | 1:5      |
| «Кривбас» (Кривий Ріг) | 3:5  | «Таврія» (Сімферополь)     | 1:2      | 2:3      |
| «Фрунзенець» (Суми)    | 4:2  | «Металіст» (Харків)        | 4:1      | 0:1      |
| «Зірка» (Кіровоград)   | 6:4  | «Металург» (Запоріжжя)     | 2:3      | 2:3      |

## Півфінал
| Команда 1                  | Заг. | Команда 2            | 1-й матч | 2-й матч |
| -------------------------- | ---- | -------------------- | -------- | -------- |
| «Спартак» (Ів.-Франківськ) | 0:1  | «Зірка» (Кіровоград) | 0:1      | 0:0      |
| «Таврія» (Сімферополь)     | 5:2  | «Фрунзенець» (Суми)  | 5:1      | 0:1      |

## Фінал
| Команда 1            | Заг. | Команда 2              | 1-й матч | 2-й матч |
| -------------------- | ---- | ---------------------- | -------- | -------- |
| «Зірка» (Кіровоград) | 3:2  | «Таврія» (Сімферополь) | 2:0      | 1:2      |

| Перший матч 4.11.1975 |

| «Зірка»                 | 2 – 0 | «Таврія» |
| ----------------------- | ----- | -------- |
| Журавльов 6' Снітко 12' |       |          |

| Кіровоград |

| Другий матч 9.11.1975 |

| «Таврія»              | 2 – 1 | «Зірка» |
| --------------------- | ----- | ------- |
| Прилепський Черемисін |       | Мороз   |

| Сімферополь |

Аджем не забив пенальті.
«Таврія»: Геннадій Лисенчук, Олег Жилін, Володимир Туховський, Євген Король, Володимир Лущенко, Олександр Муха (Анатолій Коробочка), Юрій Аджем, Микола Климов (Костянтин Лобанов), Віктор Орлов, Андрій Черемисін (Віктор Сугак), Валентин Прилепський. Старший тренер — Сергій Шапошников.
«Зірка»: Валерій Музичук (Олексій Іонов), Володимир Хропов, Олександр Смиченко, Анатолій Хропов, Микола Порошин, Сергій Вибиванцев, Микола Журавльов (Микола Латиш), Олександр Мороз, Юрій Касенкін, Олексій Кацман, Олександр Снітко. Старший тренер — Олексій Расторгуєв.